# 弗兰克·约翰逊·古德诺
弗兰克·约翰逊·古德诺（Frank Johnson Goodnow, Ph.D., LL.B.，1859年1月18日—1939年11月15日），美国政治学家、法学家。

## 生平
古德诺生于美国纽约布鲁克林。自私立学校毕业后，他入阿默斯特學院，于1879年从该学院毕业，获文学士，后来他入哥伦比亚法学院并于1882年毕业，获法学士。在哥伦比亚法学院，除了学习进入律师公会所需要的科目外，他还在刚刚成立的政治科学院（School of Political Science）学习了公法及法理学课程。1882年末，他在政治科学院获得了一个名额，准备在国外留学一年。此后他在巴黎的巴黎自由政治科学学校以及柏林大学学习。
1884年10月，古德诺在哥伦比亚政治科学院任教，教授历史及美国行政法。1887年，他成为兼任教授。1891年，他成为行政法教授。1903年，他成为行政法及市政学（Municipal Science）终身教授。
1903年他成为美国政治学会的首任会长。纽约州州长西奥多·罗斯福任命他为委员会委员，该委员会是为大纽约制定一部新规章而设立的。美國第27任總統塔夫脱任命他为经济和效率委员会委员。
1912年10月，他接受卡内基国际和平基金会的推荐，任中华民国政府的宪法顾问。袁世凯在前哈佛大学校长查尔斯·艾略特的推荐下聘用了古德诺。1913年3月，他到中国赴任。1913年至1914年，他作为袁世凯政府的法律顾问，和有贺长雄帮助起草中华民国新宪法。在中国，他因應袁世凯之邀寫的一份備忘錄而闻名，因为该備忘錄后来被法制局译成中文《共和与君主论》，并被籌安會利用作为支持袁世凯称帝的理论。為了澄清，他于1915年8月18日英文《京報》发表的採訪中，否認強加於他的觀點，並於8月20日在《Peking Daily News》（英文《北京日報》）发表了備忘錄的英文原文。
1914年，他成为约翰·霍普金斯大学第三任校长。在该大学，他因试图取消学士学位而闻名，他为此砍掉了本科生学程中的前两个学年。他被视为行政法和公共行政领域的早期重要研究者，也是治理专家。他坚持法律在公共行政中的中心地位。（其他公共行政理论家认为其他非法律价值应当引导公务员。）
1929年，他从约翰·霍普金斯大学辞职，但此后仍时常在其专业领域内为研究生举办讲座。他曾是马里兰大学董事，巴尔的摩学校理事会（Board of School Commissioners of Baltimore）成员。
1939年11月15日，古德诺逝世。

## 著作
- Comparative administrative Law (1893)
- Municipal Problems (1897)
- Politics and Administration (1900)
- City Government in the United States (1905)
- Principles of the Administrative Laws of the United States (1905)
- Social Reform and the Constitution (1911)
- Principles of Constitutional Government (1916)

他是以下著作的编辑： 
- Selected Cases on the Law of Taxation (1905)
- Selected Cases on Government and Administration (1906)
- Social Reforms and the Constitution (1914)

## 家庭
1886年，他和Elizabeth Buchanan (Lyall) 结婚，育有三个孩子：
- Isabel C. (Mrs. E. Kendall Gillett)
- David F.
- Lois R. (Mrs. John V. A. MacMurray).